# Евхаристический голубь

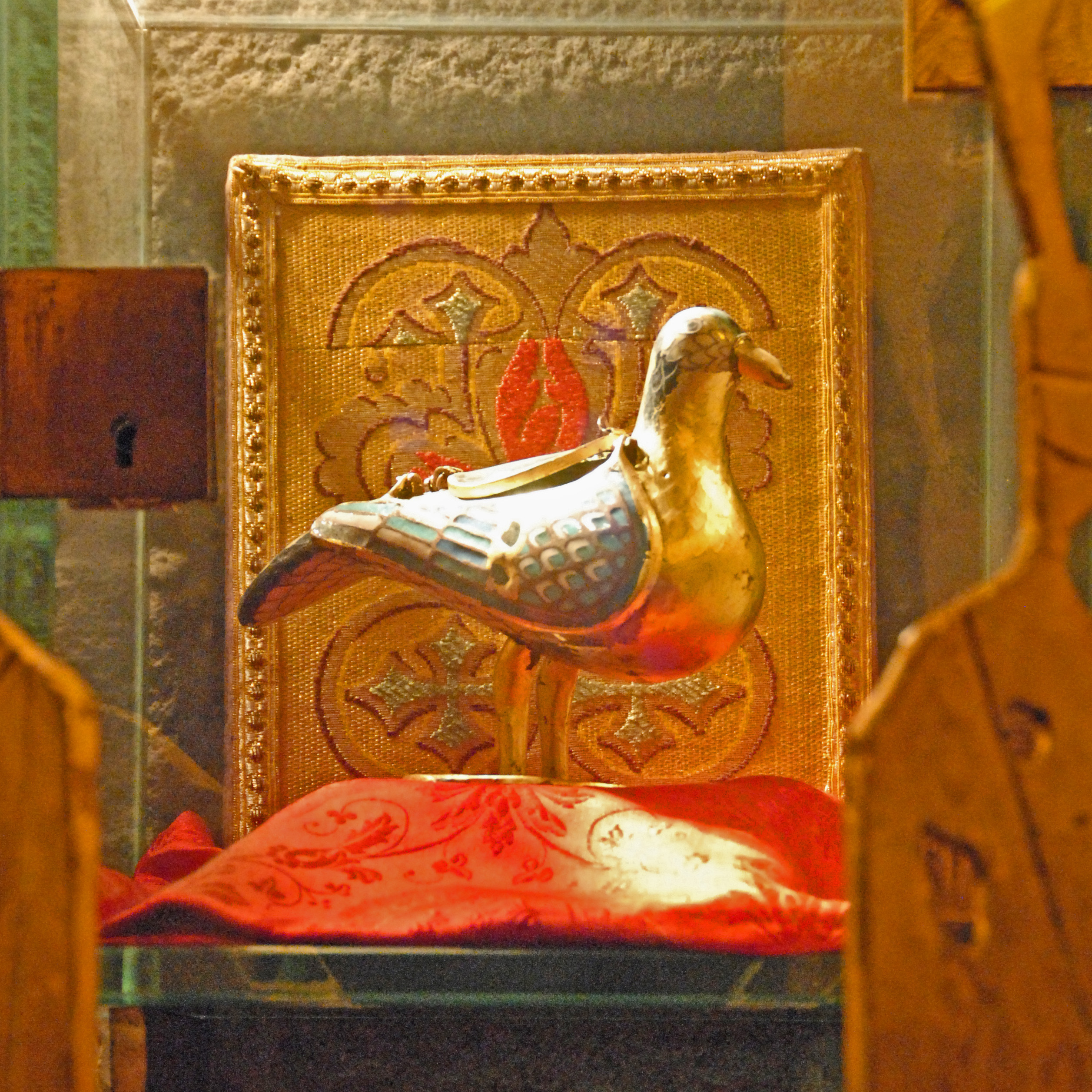

Евхаристический голубь, перистерий, лат. peristerium —  в христианстве металлическая дарохранительница в виде голубя, ранняя форма этого священного сосуда. Его использование подчеркивает активное участие Св. Духа (чьим символом является голубь) в совершении таинства Евхаристии.

## История
О подвешивании голубя под купол кивория известно из жития св. Василия Великого 7 века. По легенде, такой голубь на освящении даров якобы трепетал крыльями, но когда этого чуда не произошло из-за взглядов диакона в толпу, Василий Великий ввел иконостас (анахронизм).
 «Имел святой Василий и такой благодатный дар. Когда он во время Литургии возносил Святые Дары, то золотой голубь с Божественными Дарами, висевший над Святым Престолом, движимый силою Божией, покачивался три раза» (Свт. Димитрий Ростовский. Жития святых. Том 1).
Таким образом, он приобрел функцию дарохранительницы. При этом то, что он был подвешен на цепочке, сближало его по виду также и с дароносицей. Сохранился образец VI - сер. VII в.
В католицизме он активно  использовался в Средние века, но в Новое время  постепенно исчез из повсеместного употребления. В начале XVI в. в Англии, а в 1590 на Соборе в г. Тулуза (Франция) использование его было запрещено официально.
Видимо, образ евхаристического голубя стал прообразом сосудов для хранения масла миропомазания французских королей.
В православии не употреблялся массово, хотя известны отдельные случаи использования этого литургического сосуда, в том числе и в 19 веке. Так, в алтаре храма Рождества Пресвятой Богородицы в Суздале находился медный голубь, украшенный выемчатой эмалью из г. Лиможа посл. трети XIII в., привезен на Русь в XVI в.  (Ныне в ГВСМЗ). Опись Успенского собора Московского Кремля начала XVII века упоминает серебряную золоченую дарохранительницу в виде голубя, в музеях Московского Кремля есть  дарохранительницу Благовещенского собора в стиле барокко, представляющую собой фигурку голубя  второй половины XVII столетия. В новгородском Софийском соборе также была  дарохранительница  в виде сребропозлащенного голубя.  Сохранилась дарохранительница собора Спасо-Преображенского Соловецкого монастыря, относящаяся к XVII столетию. Голубь 17 века есть в собрании Музея "Новый Иерусалим".
Также встречается в южнорусских и украинских православных храмах.